# Gloria Diaz
Gloria Diaz, all'anagrafe Gloria Maria Aspillera Diaz (Manila, 10 marzo 1951), è una modella e attrice filippina, incoronata Miss Universo 1969.

## Biografia
Nata a Manila da genitori ilocani, è sorella maggiore di Rio, anch'essa attrice.
Incoronata Miss Universo l'15 luglio 1969 a Miami, nello stesso anno aveva vinto anche il titolo di Miss Filippine. Gloria Diaz è stata la prima donna filippina a vincere tale titolo. Nel 1973 le Filippine otterranno il secondo titolo grazie a Margie Moran.
In seguito la Diaz ha intrapreso una fortunata carriera da attrice cinematografica e televisiva, culminata con la vittoria del FAMAS Award (premi del cinema filippino) come migliore attrice non protagonista nel film Nasaan Ka Man nel 2005. Per lo stesso premio in passato l'attrice aveva ricevuto numerose nomination: nel 1974 per Ang Pinakamagandang Hayop sa Balat ng Lupa (miglior attrice), nel 1998 per Miguel/Michelle (miglior attrice) e per Jose Rizal (miglior attrice non protagonista).

## Controversie
In una intervista televisiva concessa a TV Patrol, poco dopo il concorso di Miss Universo 2010, il 23 agosto 2010, la Diaz ha commentato il posizionamento di Venus Raj, rappresentante delle Filippine, alla quinta posizione. La Diaz ha suggerito nell'intervista che forse, Raj così come le altre concorrenti filippine, beneficerebbero di rispondere alle domande dei giudici di Miss Universo tramite un interprete, piuttosto che in inglese, aggiungendo che quando si pensa ad un cebuano difficilmente lo si immagina parlare inglese, ma naturalmente tagalog, o addirittura bisaya.
Questa osservazione ha suscitato l'indignazione tra i cebuani, ritenendo che la Diaz abbia insultato la loro padronanza della lingua inglese. Politici locali, come il governatore di Cebu Gwendolyn Garcia e Rachel del Mar hanno chiesto a Gloria Diaz di scusarsi pubblicamente per le sue affermazioni. In risposta alla polemica, la Diaz non ha ritenuto necessario di scusarsi ed ha invece chiarito le sue affermazioni, specificando che secondo lei ognuno dovrebbe essere libero di rispondere alle domande nella propria madrelingua, o in quella in cui è maggiormente pratico.
Il 1º settembre 2010 Il vice sindaco di Cebu ha approvato una risoluzione che dichiara Gloria Diaz persona non grata.

## Filmografia parziale

### Cinema
- Ang pinakamagandang hayop sa balat ng lupa, regia di Celso Ad. Castillo (1974)
- Amor, regia di Armando Garces (1974)
- Ang nobya kong sexy, regia di Cesar Gallardo (1975)
- An Affair in Tahiti, regia di Armando Garces (1975)
- Isabel of the Islands, regia di Celso Ad. Castillo (1975)
- Sa pag-ikot ng mundo, regia di Nilo Saez (1975)
- Balakyot, regia di Jose Yandoc (1975)
- Sa ibabaw ng lahat, regia di Nilo Saez (1975)
- Diligin mo ng hamog ang uhaw na lupa, regia di Augusto Buenaventura (1975)
- Andalucia, regia di Fernando Poe Jr. (1975)
- Pugad ng agila, regia di Cesar Gallardo (1976)
- Brutus, regia di Ading Fernando (1976)
- Sa una ang ligaya, sa huli ang dusa, regia di Manuel 'Fyke' Cinco (1976)
- Putik ka man... sa alabok magbalik, regia di Jun Raquiza (1976)
- Ganito kami noon... Paano kayo ngayon?, regia di Eddie Romero (1976)
- Diva - serie TV (2010)
- Nagsimula sa Puso (2009)
- Ang Tanging Ina N'yong Lahat (2008)
- Utoly - serie TV
- Sakal, Sakali, Saklolo (2007)
- Sana Maulit Muli (2007)
- Kasal, Kasali, Kasalo (2006)
- Nasaan Ka Man (2005)
- Sa Daigdig Ko'y Ikaw (2005)
- So... Happy Together (2004)
- Star Circle National Teen Quest (2004) Serie TV
- Sarah: The Teen Princess (2003) Serie TV
- Nympha (2003)
- Batang West Side (2002)
- Milagro's Calling (2001)
- Bakit 'di Totohanin (2001)
- Kool Ka Lang (2001) Serie TV
- Kung Mawawala Ka (2001) Serie TV
- Anna Karenina (1996) TV Series
- Bob, Verushka & The Pursuit of Happiness (2000)
- Dahil May Isang Ikaw (1999)
- Jose Rizal (1998)
- Miguel/Michelle (1998)
- Kirot sa Puso (1997)
- Reputasyon (1997)
- Dyesebel (1996)
- Trese (1990)
- My Pretty Baby (1989)
- Menudo't Pandesal (1987)
- Working Girls 2 (1987)
- Ang Daigdig ay Isang Butil na Luha (1986)
- Sa Totoo Lang! (1985)
- Lalakwe (1985)
- Momooo (1984)
- May Daga sa Labas ng Lungga (1984)
- Cinq et la Peau (1982)
- Palabra De Honor (1981)
- Uhaw na Dagat (1981)
- Ikaw ang Miss Universe Nang Buhay Ko (1979)
- Sinong Kapiling? Sinong Kasiping? (1977)